# (21942) Subramanian
(21942) Subramanian (1999 VN106) – planetoida z pasa głównego asteroid okrążająca Słońce w ciągu 4,29 lat w średniej odległości 2,64 j.a. Odkryta 9 listopada 1999 roku.